# Comité Paralímpico de Serbia
El Comité Paralímpico de Serbia (en serbio: Параолимпијски комитет Србије) es el comité paralímpico nacional que representa a Serbia. Esta organización es la responsable de las actividades deportivas paralímpicas en el país. Es miembro del Comité Paralímpico Internacional y del Comité Paralímpico Europeo.